# 김종민의 음반 외 활동 목록
다음은 대한민국의 가수 김종민의 음반 외 활동 목록이다.
김종민의 개인 활동만 기록합니다. 코요태 멤버로서 2인과 완전체로 출연한 방송 활동에 대해서는 코요태의 음반 외 활동 목록을 참고하십시오.

## 방송

### 진행(MC)
| 날짜                        | 방송사                  | 방송명                          | 비고                  |
| 2006년                      | 2006년                  | 2006년                          | 2006년                |
| --------------------------- | ----------------------- | ------------------------------- | --------------------- |
| 11월 25일 ~ 2008년 3월 29일 | KBS2                    | 위기탈출 넘버원                 | 2, 3기 MC             |
| 2007년                      |                         |                                 |                       |
| 7월 28일                    | 엠넷                    | M 슈퍼콘서트                    |                       |
| 8월 4일                     | 엠넷                    | 해변콘서트                      |                       |
| 2010년                      |                         |                                 |                       |
| 1월 10일 ~ 5월 19일         | KBS2                    | 달콤한 밤                       |                       |
| 11월 27일 ~ 12월 18일       | tvN                     | 네버랜드                        |                       |
| 2011년                      |                         |                                 |                       |
| 4월 8일 ~ 8월 22일          | QTV                     | 수미옥                          |                       |
| 2012년                      |                         |                                 |                       |
| 2월 8일 ~ 6월 15일          | 채널A                   | 기발한 세계여행 지금 바로       |                       |
| 4월 10일                    | KBS2                    | 김승우의 승승장구               | 109회 스페셜 MC       |
| 10월 7일 ~ 2013년 10월 6일  | tvN                     | 세 얼간이                       |                       |
| 12월 8일                    | MBC                     | 세바퀴                          | 181회 스페셜 MC       |
| 2013년                      |                         |                                 |                       |
| 12월 9일                    | tvN                     | 백만장자 게임 마이턴            | 4회 스페셜 MC         |
| 2014년                      |                         |                                 |                       |
| 1월 16일 ~ 5월 10일         | 트렌디                  | 오늘 밤 어때?                   |                       |
| 2016년                      |                         |                                 |                       |
| 4월 25일                    | skyPetpark              | 팔도견문록 시즌3                | 5회 일일 MC           |
| 4월 30일 ~ 7월 16일         | KBS1                    | 이웃사이다                      |                       |
| 2017년                      |                         |                                 |                       |
| 3월 13일 ~ 4월 17일         | Olive                   | 요상한 식당                     |                       |
| 2018년                      |                         |                                 |                       |
| 2월 3일 ~ 2월 10일          | SBS                     | 미운 우리 새끼                  | 23회 ~ 24회 스페셜 MC |
| 6월 29일                    | KBS2                    | 뮤직뱅크                        | 935회 스페셜 MC       |
| 7월 19일 ~ 2019년 12월 20일 | 히스토리, 유튜브        | 뇌피셜                          | 단독 MC               |
| 2019년                      |                         |                                 |                       |
| 3월 29일 ~ 6월 14일         | 채널A                   | 지구인 라이브                   |                       |
| 6월 21일 ~ 10월 11일        | JTBC2                   | 악플의 밤                       |                       |
| 2020년                      |                         |                                 |                       |
| 2월 10일 ~ 3월 23일         | tvN                     | 케이팝 어학당 - 노랫말싸미      |                       |
| 5월 1일 ~ 2021년 2월 26일   | 유튜브                  | 김준호 김종민의 킴덤            |                       |
| 7월 20일                    | MBN                     | 전국민 드루와                   | 8회 스페셜 MC         |
| 8월 5일                     | MBC                     | 황금어장 라디오스타             | 680회 스페셜 MC       |
| 2021년                      |                         |                                 |                       |
| 2월 11일                    | KBS2                    | 조선팝 어게인                   | 설 특집 MC            |
| 3월 19일 ~ 4월 30일         | 딜라이브                | 청춘밥상                        |                       |
| 6월 13일 ~ 현재             | 채널A                   | 이제 만나러 갑니다              |                       |
| 6월 29일 ~ 7월 27일         | 유튜브                  | 네고왕                          | 단독 MC               |
| 7월 9일 ~ 9월 16일          | 유튜브                  | 그늘집                          | 단독 MC               |
| 9월 7일 ~ 2022년 2월 8일    | 네이버 쇼핑 라이브      | 생활공작소X김종민 다~가져가SHOW |                       |
| 10월 4일 ~ 11월 22일        | MBC every1              | 떡볶이집 그 오빠                |                       |
| 10월 28일 ~ 2022년 2월 10일 | 유튜브                  | 뽕디스파뤼                      |                       |
| 2022년                      |                         |                                 |                       |
| 2월 15일 ~ 5월 31일         | MBC every1              | 떡볶이집 그 오빠                |                       |
| 12월 28일 ~ 2023년 1월 11일 | 유튜브                  | 베네핏                          |                       |
| 2023년                      |                         |                                 |                       |
| 1월 20일 ~ 3월 31일         | 유튜브                  | 짭바보                          |                       |
| 2024년                      |                         |                                 |                       |
| 5월 7일 ~ 7월 23일          | K-STAR AXN Korea, E채널 | 설록 : 네 가지 시선             |                       |
| 5월 10일 ~                  | tvN STORY               | 은퇴설계자들                    |                       |
| 5월 31일 ~ 8월 2일          | 유튜브                  | 김종민의 면데이뚜 데면데면      | 단독 MC               |
| 9월 27일 ~                  | 유튜브                  | 김종민의 면데이뚜 데면데면      | 단독 MC               |

### 고정 출연
| 날짜                               | 방송사           | 방송명                             | 비고 |
| 2003년                             | 2003년           | 2003년                             | 2003년 |
| ---------------------------------- | ---------------- | ---------------------------------- | --- |
| 6월 15일 ~ 10월 19일               | KBS2             | 천하제일 외인구단                  | 고정 게스트 |
| 11월 1일 ~ 2005년 12월 4일         | SBS              | X맨                                | 고정 게스트 |
| 11월 8일 ~ 2007년 1월 6일          | SBS              | 리얼로망스 연애편지                | 고정 게스트 |
| 2005년                             |                  |                                    | |
| 7월 25일 ~ 2007년 11월 11일        | KBS2             | 비타민                             | 고정 패널 |
| 2005년                             |                  |                                    | |
| 11월 6일 ~ 2006년 7월 23일         | KBS2             | 날아라 슛돌이                      | 1기 코치 |
| 12월 ~ 2007년 4월                  | KBS2             | 여걸식스                           | 고정 게스트 |
| 2006년                             |                  |                                    | |
| 3월 13일 ~ 2007년 1월 22일         | KBS2             | 그랑프리쇼 여러분                  | |
| 5월 1일 ~ 2007년 4월 15일          | MBC              | 말달리자                           | 고정 패널 |
| 5월 12일 ~ 2008년 1월 4일          | SBS              | 있다! 없다?                        | 고정 패널 |
| 5월 16일 ~ 11월 25일               | SBS              | 김용만의 TV 종합병원               | |
| 8월 13일 ~ 10월 29일               | KBS2             | 최홍만의 강한 친구들               | 고정 게스트 |
| 11월 26일 ~ 2007년 2월 25일        | KBS2             | 미녀들의 수다                      | 고정 패널 |
| 2007년                             |                  |                                    | |
| 5월 6일 ~ 7월 29일                 | KBS2             | 준비됐어요                         | |
| 5월 6일 ~ 11월 4일                 | KBS2             | 빅마마                             | |
| 7월 13일 ~ 12월 7일                | MBC              | 공감토크쇼 놀러와                  | 고정 패널 |
| 8월 5일 ~ 12월 2일                 | KBS2             | 1박 2일 시즌1                      | [ 2 ] |
| 2009년 12월 27일 ~ 2012년 2월 26일 | KBS2             | 1박 2일 시즌1                      | [ 2 ] |
| 2010년                             |                  |                                    | |
| 1월 2일 ~ 2015년                   | SBS              | 스타킹                             | 고정 패널 |
| 6월 18일 ~ 7월 9일                 | KBS2             | 청춘불패 시즌1                     | 임시 합류 |
| 6월 23일 ~ 9월 16일                | KBS joy          | 수상한 세 남자                     | |
| 2012년                             |                  |                                    | |
| 3월 4일 ~ 2013년 11월 24일         | KBS2             | 1박 2일 시즌2                      | |
| 8월 18일 ~ 2012년 10월 27일        | MBC 뮤직         | 그 여자 작사 그 남자 작곡 시즌2    | |
| 2013년                             |                  |                                    | |
| 12월 1일 ~ 2019년 3월 10일         | KBS2             | 1박 2일 시즌3                      | [ 3 ] |
| 2014년                             |                  |                                    | |
| 7월 12일 ~ 8월 9일                 | JTBC             | 학교 다녀오겠습니다                | |
| 2015년                             |                  |                                    | |
| 2월 12일 ~ 4월 30일                | MBC every1       | 신동엽과 총각파티                  | |
| 3월 27일 ~ 5월 22일                | SBS              | 정글의 법칙 in 인도차이나          | |
| 2016년                             |                  |                                    | |
| 2월 14일 ~ 3월 27일                | KBS1             | 청년대한민국 잘 부탁드립니다       | |
| 3월 5일 ~ 2017년 3월 11일          | 채널A            | 잘 살아보세                        | |
| 9월 7일 ~ 11월 9일                 | MBC every1       | PD 이경규가 간다                   | |
| 9월 29일 ~ 11월 3일                | E채널            | 직진의 달인                        | |
| 2017년                             |                  |                                    | |
| 1월 10일 ~ 1월 20일                | 네이버TV         | 무역왕의 비밀코드 1380             | |
| 9월 7일 ~ 11월 25일                | TV조선           | 시골빵집                           | |
| 9월 19일 ~ 11월 21일               | MBN              | 왕과 여자                          | |
| 10월 9일 ~ 2018년 1월 11일         | SBS              | 박스라이프                         | |
| 10월 14일 ~ 2018년 1월 6일         | SBS              | 마스터키                           | |
| 2018년                             |                  |                                    | |
| 1월 19일 ~ 3월 16일                | JTBC             | 착하게 살자                        | |
| 2월 27일 ~ 6월 12일                | KBS2             | 하룻밤만 재워줘                    | |
| 3월 2일 ~ 4월 6일                  | SBS              | 정글의 법칙 in 파타고니아          | |
| 5월 4일 ~ 6월 1일                  | 넷플릭스         | 범인은 바로 너! 시즌1              | |
| 5월 16일 ~ 6월 15일                | 네이버TV, 유튜브 | 우리 아빠가 생겼어요 시즌2         | |
| 7월 1일 ~ 9월 23일                 | tvN              | 대탈출 시즌1                       | |
| 7월 9일 ~ 8월 9일                  | 네이버TV, 유튜브 | 우리 아빠가 생겼어요 시즌3         | |
| 9월 6일 ~ 2019년 2월 21일          | TV조선           | 연애의 맛                          | |
| 10월 28일 ~ 11월 17일              | TV조선           | 동네앨범                           | |
| 12월 20일 ~ 2019년 2월 21일        | tvN              | 나의 영어사춘기 100시간            | |
| 2019년                             |                  |                                    | |
| 3월 2일 ~ 3월 30일                 | SBS              | 정글의 법칙 in 태즈먼              | |
| 3월 7일 ~ 5월 9일                  | SBS              | 가로채널                           | |
| 3월 16일 ~ 9월 7일                 | tvN              | 호구들의 감빵생활                  | |
| 3월 17일 ~ 6월 9일                 | tvN              | 대탈출 시즌2                       | |
| 8월 3일 ~ 2020년 5월 30일          | MBN              | 자연스럽게                         | |
| 8월 18일 ~ 2020년 12월 13일        | MBC              | 선을 넘는 녀석들 - 리턴즈          | |
| 11월 8일                           | 넷플릭스         | 범인은 바로 너! 시즌2              | |
| 12월 8일 ~ 현재                    | KBS2             | 1박 2일 시즌4                      | |
| 2020년                             |                  |                                    | |
| 2월 5일 ~ 2월 26일                 | MBN              | 트로트퀸                           | 심사위원 |
| 3월 1일 ~ 6월 14일                 | tvN              | 대탈출 시즌3                       | |
| 7월 8일 ~ 9월 9일                  | E채널            | 찐한 친구                          | |
| 8월 31일 ~ 12월 5일                | KBS2             | 퀴즈 위의 아이돌                   | [ 4 ] |
| 9월 5일 ~ 2021년 3월 6일           | MBC              | 놀면 뭐하니?                       | 환불원정대 매니저(58회 ~ 68회) 인생라면(68회) 김치 원정대(69회) H&H 주식회사(70회 ~ 71회, 82회 ~ 83회) 겨울 노래 구출 작전(72회) 빅데이터 전문가(75회 ~ 76회, 78회) 밥 한번 먹자(77회) 강력3팀 형사(78회 ~ 79회) 2021 동거동락(80회 ~ 82회) |
| 10월 7일 ~ 12월 2일                | 카카오TV         | 카카오TV 모닝 - 개미는 오늘도 뚠뚠 | [ 5 ] |
| 10월 23일 ~ 2021년 1월 8일         | MBC              | 트로트의 민족                      | 충청팀 단장 |
| 12월 23일 ~ 2021년 2월 10일        | 카카오TV         | 개미는 오늘도 뚠뚠 챕터2           | |
| 2021년                             |                  |                                    | |
| 1월 22일                           | 넷플릭스         | 범인은 바로 너! 시즌3              | |
| 2월 24일 ~ 4월 29일                | 카카오TV         | 개미는 오늘도 뚠뚠 챕터3           | |
| 4월 3일 ~ 5월 22일                 | tvN              | 업글인간                           | |
| 4월 25일 ~ 12월 22일               | MBC              | 선을 넘는 녀석들 : 마스터-X        | |
| 5월 21일 ~ 8월 13일                | 카카오TV         | 개미는 오늘도 뚠뚠 챕터4           | |
| 7월 11일 ~ 10월 3일                | tvN              | 대탈출 시즌4                       | |
| 9월 14일 ~ 11월 30일               | 카카오TV         | 개미는 오늘도 뚠뚠 챕터5           | |
| 11월 15일 ~ 2022년 1월 19일        | 유튜브           | 오늘부터 일촌                      | |
| 12월 26일 ~ 현재                   | SBS              | 미운 우리 새끼                     | 273회 ~ |
| 2022년                             |                  |                                    | |
| 2월 3일 ~ 4월 1일                  | TV조선           | 국가수                             | |
| 2월 26일 ~ 2023년 7월 1일          | E채널            | 토요일은 밥이 좋아                 | |
| 8월 5일 ~ 10월 21일                | 아이돌Live       | 더도어 : 이상한 나라로             | |
| 8월 31일 ~ 12월 14일               | SBS              | 편먹고 공치리4 진검승부            | |
| 11월 25일 ~ 12월 31일              | 아이돌Live       | 더도어 : 이상한 외전               | |
| 2023년                             |                  |                                    | |
| 3월 22일 ~ 5월 31일                | SBS              | 편먹고 공치리5 승부사들            | |
| 10월 28일 ~ 12월 9일               | MBC              | 놀면 뭐하니?                       | 원탑 멤버(205회 ~ 211회) |
| 12월 30일 ~ 2024년 2월 3일         | MBC              | 놀면 뭐하니?                       | 착한 일 주식회사(214회 ~ 215회, 218회 ~ 219회) |
| 12월 26일 ~ 2024년 1월 30일        | MBN              | 현역가왕                           | 심사위원(5회, 6회, 9회, 10회) |
| 2024년                             |                  |                                    | |
| 6월 1일 ~ 7월 20일                 | SBS              | 더 매직스타                        | 심사위원 |
| 10월 23일 ~                        | 채널A            | 요즘 남자 라이프 - 신랑수업        | [ 7 ] |
| 2025년                             |                  |                                    | |
| 5월 17일 ~ 6월 7일                 | ENA              | 지구마불 세계여행 3                | 파트너 |

### 게스트
- 특별 출연, 파일럿, 특집 포함

| 날짜                        | 방송사       | 방송명                              | 비고                       |
| 2002년                      | 2002년       | 2002년                              | 2002년                     |
| --------------------------- | ------------ | ----------------------------------- | -------------------------- |
| 7월 13일                    | KBS2         | 자유선언 토요대작전                 |                            |
| 2003년                      |              |                                     |                            |
| 2월 4일 ~ 12월 11일         | KBS2         | 해피투게더 시즌1                    | 108회 ~ 109회              |
| 2004년                      |              |                                     |                            |
| 1월 1일                     | KBS2         | 해피투게더 시즌1                    | 123회                      |
| 3월 18일 ~ 3월 25일         | KBS2         | 해피투게더 시즌1                    | 123회 ~ 124회              |
| 3월 28일                    | MBC          | 브레인 서바이버                     | 73회                       |
| 5월 15일 ~ 6월 5일          | MBC          | 코미디 하우스                       | 172회 ~ 175회              |
| 6월 19일                    | KBS1         | 가족오락관                          | 1000회                     |
| 7월 10일 ~ 7월 17일         | MBC          | 코미디 하우스                       | 180회 ~ 181회              |
| 7월 11일                    | KBS2         | 일요일은 101% - 후아유              |                            |
| 8월 8일                     | MBC          | 브레인 서바이버                     | 92회                       |
| 12월 2일                    | MBC          | 코미디 하우스                       | 199회                      |
| 2005년                      |              |                                     |                            |
| 1월 4일                     | SBS          | 김용만, 신동엽의 즐겨찾기           | 36회                       |
| 1월 7일                     | SBS          | 아이엠                              | 11회                       |
| 1월 13일 ~ 1월 27일         | KBS2         | 해피투게더 시즌1                    | 165회 ~ 168회              |
| 10월 1일                    | KBS2         | 위기탈출 넘버원                     | 12회                       |
| 10월 6일                    | MBC          | 여러분! 고맙습니다                  | 파일럿                     |
| 10월 16일                   | KBS2         | 스타 골든벨                         |                            |
| 10월 17일                   | SBS          | 야심만만                            | 134회                      |
| 11월 21일                   | MBC          | 스타스폐셜 생각난다                 | 5회                        |
| 10월 25일                   | SBS          | 김용만, 신동엽의 즐겨찾기           | 76회                       |
| 11월 7일                    | SBS          | 유쾌한 두뇌검색                     | 36회                       |
| 11월 21일                   | MBC          | 스타스폐셜 생각난다                 | 5회                        |
| 11월 24일                   | KBS2         | 해피투게더 프렌즈                   |                            |
| 12월 11일                   | MBC          | 돌아온 몰래카메라                   | 6회, 김종민 편             |
| 2006년                      |              |                                     |                            |
| 3월 7일                     | KBS2         | 상상플러스                          | 68회                       |
| 3월 11일                    | KBS2         | 스펀지                              |                            |
| 3월 20일                    | SBS          | 솔로몬의 선택                       | 187회                      |
| 3월 20일                    | SBS          | 야심만만                            | 155회                      |
| 3월 22일                    | SBS          | 좋은 아침                           | 2335회                     |
| 3월 31일 ~ 4월 7일          | MBC          | 공감토크쇼 놀러와                   | 92회 ~ 93회                |
| 4월 15일                    | KBS2         | 위기탈출 넘버원                     | 37회                       |
| 8월 19일                    | KBS1         | 가족오락관                          | 1103회                     |
| 9월 23일                    | KBS2         | 위기탈출 넘버원                     | 59회                       |
| 9월 30일                    | MBC          | 드라이빙 스쿨                       |                            |
| 10월 5일                    | SBS          | 백만불 아이디어                     | 추석 특집                  |
| 10월 10일                   | 엠넷         | 와이드 연예뉴스                     | [ 17 ]                     |
| 10월 17일                   | KBS2         | 상상플러스                          | 100회                      |
| 10월 20일                   | MBC          | 실화극장 & OK극장                   |                            |
| 11월 2일                    | tvN          | 걸프렌즈의 단무지                   |                            |
| 11월 4일                    | KBS2         | 스펀지                              |                            |
| 11월 16일                   | MBC          | 에너지                              |                            |
| 12월 4일                    | SBS          | 야심만만                            | 189회                      |
| 12월 19일                   | KBS2         | 상상플러스                          |                            |
| 12월 23일                   | KBS2         | 스타 골든벨                         | 성탄 특집                  |
| 12월 28일 ~ 2007년 2월 15일 | MBC          | 에너지                              |                            |
| 12월 30일 ~ 2007년 1월 6일  | SBS          | 선택남녀                            | 8회 ~ 9회                  |
| 2007년                      |              |                                     |                            |
| 1월 5일                     | MBC          | 공감토크쇼 놀러와                   | 125회                      |
| 1월 8일                     | KBS2         | 경제 비타민                         |                            |
| 1월 24일                    | KBS2         | 웃음충전소                          | [ 18 ]                     |
| 1월 27일                    | SBS          | 놀라운 대회 스타킹                  | 3회                        |
| 2월 10일                    | SBS          | 슈퍼바이킹                          | 15회                       |
| 2월 14일                    | MBC 드라마넷 | 삼색녀 토크쇼                       |                            |
| 2월 17일                    | KBS2         | 올스타 가요제                       | 설 특집                    |
| 2월 17일                    | KBS2         | 스타 골든벨                         | 설 특집                    |
| 2월 17일                    | SBS          | 닥터레옹 매직쇼 기적                |                            |
| 2월 18일                    | KBS2         | 개그콘서트                          | 380회                      |
| 2월 19일                    | SBS          | 특선앙코르 세계로 간 한국의 맛      |                            |
| 2월 24일                    | KBS2         | 스타 골든벨                         |                            |
| 2월 26일                    | MBC          | 톡톡톡 오후 2시                     |                            |
| 3월 5일                     | SBS          | 솔로몬의 선택                       | 232회                      |
| 3월 5일                     | KBS2         | 경제비타민                          |                            |
| 3월 9일                     | MBC          | 공감토크쇼 놀러와                   | 134회                      |
| 4월 11일                    | MBC          | 무월관                              |                            |
| 4월 28일                    | KBS2         | 스타 골든벨                         |                            |
| 5월 1일                     | KBS2         | 상상플러스                          |                            |
| 5월 15일                    | SBS          | 진실게임                            | 369회                      |
| 5월 27일                    | MBC          | 환상의 짝꿍                         |                            |
| 6월 5일 ~ 6월 12일          | SBS          | 진실게임                            | 372회 ~ 373회              |
| 7월 7일                     | KBS2         | 스타 골든벨                         |                            |
| 7월 22일                    | SBS          | 퀴즈 육감대결                       | 12회                       |
| 8월 19일                    | SBS          | 퀴즈 육감대결                       | 16회                       |
| 9월 16일                    | SBS          | 퀴즈 육감대결                       | 20회                       |
| 9월 13일                    | KBS2         | 해피투게더 시즌3                    | 11회                       |
| 9월 24일                    | SBS          | 닥터레옹의 매직쇼 기적3             | 추석 특집                  |
| 9월 25일                    | SBS          | 세계로 간 한국의 맛                 |                            |
| 9월 25일                    | MBC          | 스타맞선 러브러브 스튜디오          | 추석 특집                  |
| 10월 11일                   | KBS2         | 해피투게더 시즌3                    | 15회                       |
| 10월 14일                   | SBS          | 퀴즈 육감대결                       | 24회                       |
| 11월 16일                   | MBC          | 섹션TV 연예통신                     | 406회                      |
| 2008년                      |              |                                     |                            |
| 5월 8일                     | tvN          | 현장토크쇼 TAXI                     | 34회                       |
| 2010년                      |              |                                     |                            |
| 1월 4일 ~ 1월 11일          | KBS2         | 위기탈출 넘버원                     | 218회 ~ 219회              |
| 1월 5일                     | KBS2         | 상상더하기                          | 262회                      |
| 1월 6일 ~ 1월 13일          | MBC          | 황금어장 라디오스타                 | 169회 ~ 170회              |
| 2월 4일                     | KBS2         | 해피투게더 시즌3                    | 135회                      |
| 5월 17일                    | KBS2         | 위기탈출 넘버원                     | 235회                      |
| 2011년                      |              |                                     |                            |
| 3월 19일                    | KBS2         | 스쿨 버라이어티 백점만점            | 17회                       |
| 4월 13일 ~ 4월 20일         | MBC          | 황금어장 라디오스타                 | 182회 ~ 183회              |
| 5월 12일                    | KBS2         | 해피투게더 시즌3                    | 196회                      |
| 5월 9일                     | KBS2         | 위기탈출 넘버원                     | 285회                      |
| 5월 10일                    | KBS2         | 1 대 100                            | 200회                      |
| 5월 19일                    | tvN          | 현장토크쇼 TAXI                     | 192회                      |
| 5월 21일                    | MBC          | 세바퀴                              | 104회                      |
| 7월 3일                     | KBS2         | 개그콘서트                          | 600회                      |
| 7월 9일 ~ 8월 6일           | KBS2         | 시크릿                              | 6회 ~ 10회                 |
| 8월 22일                    | KBS2         | 위기탈출 넘버원                     | 300회                      |
| 9월 13일                    | KBS2         | 신통방통 독서퀴즈왕                 | 1회                        |
| 10월 22일 ~ 11월 5일        | KBS2         | 시크릿                              | 21회 ~ 23회                |
| 11월 29일                   | SBS          | 진실게임! 가짜를 찾아라             | 파일럿                     |
| 2012년                      |              |                                     |                            |
| 1월 8일                     | KBS2         | 개그콘서트                          | 627회                      |
| 4월 7일                     | 스토리온     | 이승연과 100인의 여자               | 45회                       |
| 6월 2일                     | JTBC         | 이수근 김병만의 상류사회            | 26회                       |
| 6월 8일                     | SBS          | 고쇼                                | 10회                       |
| 8월 6일                     | 엠넷         | 비틀즈 코드 시즌2                   | 22회                       |
| 9월 4일                     | MBC 뮤직     | 하하의 19TV 하극상                  | 1회                        |
| 9월 22일                    | KBS2         | 세대공감 토요일                     | 139회                      |
| 10월 16일                   | KBS2         | 김승우의 승승장구                   | 133회, 김종민 편           |
| 2013년                      |              |                                     |                            |
| 2월 19일 ~ 2월 26일         | SBS          | 화신: 마음을 지배하는 자            | 1회 ~ 2회                  |
| 3월 7일                     | KBS2         | 해피투게더 시즌3                    | 289회                      |
| 5월 11일                    | JTBC         | 히든싱어 시즌1                      | 11회                       |
| 5월 29일                    | MBC          | 황금어장 라디오스타                 | 330회                      |
| 8월 14일                    | KBS2         | 비타민                              | 498회                      |
| 8월 17일                    | KBS2         | 세대공감 토요일                     | 186회                      |
| 11월 20일                   | KBS2         | 비타민                              | 512회                      |
| 11월 25일                   | tvN          | 백만장자 게임 마이턴                | 2회                        |
| 2014년                      |              |                                     |                            |
| 2월 7일                     | 투니버스     | 난감스쿨2                           | 4회                        |
| 4월 5일                     | SBS          | 스타 주니어쇼 붕어빵                | 254회                      |
| 6월 8일                     | KBS2         | 퀴즈쇼 사총사                       | 176회                      |
| 6월 26일                    | MBC          | 별바라기                            | 2회                        |
| 8월 27일                    | KBS2         | 비타민                              | 551회                      |
| 9월 1일                     | KBS2         | 대국민 토크쇼 안녕하세요            | 188회                      |
| 9월 6일 ~ 9월 7일           | JTBC         | 게임의 제왕                         | 특집                       |
| 9월 8일                     | KBS2         | 쟁반 릴레이송                       | 1회                        |
| 9월 17일                    | MBC          | 황금어장 라디오스타                 | 392회                      |
| 9월 20일                    | MBC          | 세바퀴                              | 266회                      |
| 9월 22일                    | KBS2         | 위기탈출 넘버원                     | 450회                      |
| 9월 23일                    | tvN          | 현장토크쇼 택시                     | 348회                      |
| 9월 26일                    | 엠넷         | EXO 90:2014                         | 6회                        |
| 10월 1일                    | MBC every1   | 주간 아이돌                         | 166회                      |
| 10월 3일                    | SBS          | 웃찾사                              | 68회                       |
| 10월 7일                    | KBS2         | 1 대 100                            | 357회                      |
| 10월 9일                    | KBS2         | 밥상의 신                           | 21회                       |
| 11월 6일                    | KBS2         | 해피투게더 시즌3                    | 371회                      |
| 12월 28일                   | KBS2         | 개그콘서트                          | 776회                      |
| 12월 29일                   | KBS2         | 위기탈출 넘버원                     | 463회                      |
| 2015년                      |              |                                     |                            |
| 1월 3일 ~ 1월 10일          | tvN          | 눈치왕                              | 파일럿                     |
| 1월 15일                    | JTBC         | 에브리바디                          | 8회                        |
| 2월 15일                    | JTBC         | 속사정 쌀롱                         | 16회                       |
| 2월 20일                    | KBS2         | 왕좌의 게임                         | 설 특집                    |
| 5월 3일                     | JTBC         | 김제동의 톡투유 - 걱정 말아요! 그대 | 1회                        |
| 5월 29일                    | MBC          | 세바퀴                              | 298회                      |
| 6월 29일                    | KBS N 스포츠 | 죽방전설                            | 3회                        |
| 7월 29일                    | K-STAR       | 식신로드                            | 166회                      |
| 8월 11일 ~ 8월 18일         | SBS          | 18초                                | 파일럿                     |
| 9월 5일                     | SBS          | 동상이몽, 괜찮아 괜찮아             | 20회                       |
| 9월 7일 ~ 9월 14일          | KBS2         | 위기탈출 넘버원                     | 499회 ~ 500회              |
| 9월 10일                    | 디즈니채널   | 미키마우스 클럽                     | 8회                        |
| 10월 10일 ~ 10월 24일       | MBC          | 무한도전                            | 449회 ~ 451회              |
| 12월 14일 ~ 12월 21일       | MBN          | 전국제패                            | 1회 ~ 2회                  |
| 2016년                      |              |                                     |                            |
| 1월 13일 ~ 1월 20일         | MBN          | 전국제패                            | 5회 ~ 6회                  |
| 1월 29일                    | KBS2         | 나를 돌아봐                         | 27회                       |
| 1월 31일                    | KBS2         | 개그콘서트                          | 832회                      |
| 2월 17일                    | MBN          | 전국제패                            | 10회                       |
| 3월 17일                    | KBS2         | 해피투게더 시즌3                    | 440회                      |
| 4월 8일                     | KBS2         | 언니들의 슬램덩크                   | 1회                        |
| 6월 6일 ~ 6월 13일          | JTBC         | 냉장고를 부탁해                     | 82회, 83회                 |
| 7월 2일                     | JTBC         | 아는 형님                           | 31회                       |
| 7월 5일                     | TV조선       | 솔깃한 연예토크 호박씨              | 58회                       |
| 7월 8일                     | KBS2         | 어서옵SHOW                          | 10회                       |
| 7월 30일                    | KBS2         | 배틀 트립                           | 16회                       |
| 8월 1일                     | SBS          | 신의 직장                           | 파일럿                     |
| 8월 26일                    | SBS          | 미운 우리 새끼                      | 1회                        |
| 10월 7일                    | SBS          | 미운 우리 새끼                      | 6회                        |
| 10월 21일                   | SBS          | 미운 우리 새끼                      | 8회                        |
| 10월 25일 ~ 11월 1일        | KBS2         | 트릭 & 트루                         | 1회 ~ 2회                  |
| 12월 13일                   | KBS2         | 1 대 100                            | 463회                      |
| 12월 26일                   | TV조선       | 아이돌잔치                          | 5회                        |
| 2017년                      |              |                                     |                            |
| 1월 7일                     | KBS2         | 연예가중계                          | 1653회                     |
| 1월 14일                    | MBC          | 무한도전                            | 515회                      |
| 1월 18일                    | JTBC         | 말하는대로                          | 17회                       |
| 1월 23일                    | JTBC         | 비정상회담                          | 133회                      |
| 1월 27일 ~ 2월 3일          | KBS2         | 노래싸움 - 승부                     | 14회, 15회                 |
| 1월 30일                    | SBS          | 주먹쥐고 뱃고동                     | 1회 - 파일럿               |
| 2월 1일                     | JTBC         | 한끼줍쇼                            | 16회                       |
| 2월 2일                     | KBS2         | 비타민                              | 659회                      |
| 2월 2일                     | JTBC         | 잘 먹겠습니다                       | 26회                       |
| 2월 4일                     | KBS2         | 불후의 명곡 - 전설을 노래하다       | 289회                      |
| 2월 17일                    | SBS          | 미운 우리 새끼                      | 25회                       |
| 2월 18일                    | SBS          | 백종원의 3대천왕                    | 73회                       |
| 3월 1일                     | KBS2         | 하숙집 딸들                         | 3회                        |
| 4월 7일 ~ 4월 16일          | SBS          | 미운 우리 새끼                      | 31회 ~ 32회                |
| 4월 8일                     | KBS2         | 불후의 명곡 - 전설을 노래하다       | 298회                      |
| 4월 22일                    | tvN          | SNL 코리아 (시즌 9)                 | 5회, 김종민 편             |
| 4월 26일                    | KBS1         | 도전! 골든벨                        | 860회                      |
| 5월 14일                    | KBS2         | 개그콘서트                          | 900회                      |
| 5월 31일                    | MBC          | 황금어장 라디오스타                 | 529회                      |
| 6월 19일 ~ 6월 26일         | tvN          | 섬총사                              | 5회 ~ 6회                  |
| 6월 24일 ~ 7월 1일          | SBS          | 주먹쥐고 뱃고동                     | 11회 ~ 12회                |
| 8월 5일 ~ 8월 12일          | SBS          | 주먹쥐고 뱃고동                     | 17회 ~ 18회                |
| 8월 14일                    | KBS2         | 대국민 토크쇼 안녕하세요            | 184회                      |
| 8월 17일                    | tvN          | 인생술집                            | 32회                       |
| 8월 27일 ~ 9월 3일          | KBS2         | 슈퍼맨이 돌아왔다                   | 197회 ~ 198회              |
| 10월 1일 ~ 10월 8일         | SBS          | 미운 우리 새끼                      | 56회 ~ 57회 미운 남의 새끼 |
| 2018년                      |              |                                     |                            |
| 3월 19일 ~ 3월 26일         | SBS          | 동상이몽 2 - 너는 내 운명           | 37회 ~ 38회                |
| 3월 30일                    | MBC          | 무한도전                            | 560회                      |
| 4월 8일 ~ 4월 15일          | SBS          | 미운 우리 새끼                      | 82회 ~ 83회                |
| 4월 22일                    | SBS          | 미운 우리 새끼                      | 84회                       |
| 5월 27일                    | SBS          | 미운 우리 새끼                      | 89회                       |
| 7월 15일                    | SBS          | 미운 우리 새끼                      | 96회                       |
| 7월 29일                    | SBS          | 미운 우리 새끼                      | 98회                       |
| 8월 1일                     | MBC          | 황금어장 라디오스타                 | 576회                      |
| 8월 27일                    | KBS2         | 대국민 토크쇼 안녕하세요            | 378회                      |
| 9월 4일                     | JTBC         | 아이돌룸                            | 18회                       |
| 10월 7일                    | SBS          | 미운 우리 새끼                      | 107회                      |
| 11월 10일 ~ 12월 1일        | tvN          | 짠내투어                            | 49회 ~ 52회                |
| 11월 18일 ~ 11월 23일       | JTBC         | 인간지능                            | 1회, 2회                   |
| 12월 13일                   | KBS2         | 옥탑방의 문제아들                   | 6회                        |
| 2019년                      |              |                                     |                            |
| 1월 6일                     | SBS          | 미운 우리 새끼                      | 120회                      |
| 1월 27일                    | KBS2         | 개그콘서트                          | 984회                      |
| 5월 7일                     | JTBC         | 아이돌룸                            | 49회                       |
| 5월 27일                    | tvN          | 문제적 남자                         | 209회                      |
| 6월 23일                    | SBS          | 미운 우리 새끼                      | 144회                      |
| 6월 26일                    | KBS2         | 살림하는 남자들                     | 107회                      |
| 8월 11일                    | JTBC         | 찰떡콤비                            | 9회                        |
| 9월 1일 ~ 9월 8일           | tvN          | 플레이어                            | 8회 ~ 9회                  |
| 9월 3일                     | MBN          | 최고의 한방                         | 8회                        |
| 11월 9일                    | sky Drama    | 위플레이                            | 6회                        |
| 11월 13일                   | tvN          | 수요일은 음악프로                   | 7회                        |
| 12월 11일                   | MBC          | 황금어장 라디오스타                 | 648회                      |
| 2020년                      |              |                                     |                            |
| 1월 23일                    | KBS2         | 해피투게더 시즌4                    | 67회                       |
| 3월 31일                    | tvN          | 수미네 반찬                         | 95회                       |
| 4월 21일                    | JTBC         | 돈길만 걸어요 - 정산회담            | 11회                       |
| 4월 23일                    | KBS2         | 개그콘서트                          | 1044회                     |
| 6월 30일 ~ 7월 7일          | tvN          | 짠내투어                            | 116회 ~ 117회              |
| 8월 19일                    | 유튜브       | 시켜서한다! 오늘부터 운동뚱         | 24회                       |
| 8월 20일                    | SBS 모비딕   | 제시의 쇼!터뷰                      | 11회                       |
| 8월 22일                    | NQQ          | 위플레이 시즌2                      | 8회                        |
| 8월 28일                    | TV조선       | 식객 허영만의 백반기행              | 66회                       |
| 9월 11일                    | JTBC         | 히든 싱어 시즌6                     | 6회                        |
| 9월 12일                    | JTBC         | 장르만 코미디                       | 11회                       |
| 9월 30일 ~ 10월 1일         | SBS          | 라면 당기는 시간                    | 추석 특집                  |
| 10월 7일                    | 카카오TV     | 개미는 오늘도 뚠뚠                  | 6회                        |
| 10월 31일                   | KBS2         | 랜선장터 - 보는날이 장날            | 6회                        |
| 11월 29일                   | tvN          | 코미디빅리그                        | 386회                      |
| 12월 12일                   | 유튜브       | 지편한세상                          |                            |
| 2021년                      |              |                                     |                            |
| 2월 8일                     | KBS1         | 우리말 겨루기                       | 846회                      |
| 2월 20일                    | tvN          | 악마는 정남이를 입는다              | 10회                       |
| 2월 21일                    | MBC          | 구해줘! 홈즈                        | 96회                       |
| 3월 3일                     | TV조선       | 뽕숭아학당                          | 41회                       |
| 3월 14일                    | SBS          | 미운 우리 새끼                      | 233회                      |
| 4월 10일                    | KBS2         | 컴백홈                              | 2회                        |
| 5월 12일                    | MBC          | 황금어장 라디오스타                 | 720회                      |
| 5월 17일                    | KBS1         | 아침마당                            | 8884회                     |
| 6월 27일                    | 네이버 Now   | 밥아저씨 세윤씨                     | 19회                       |
| 7월 2일                     | KBS2         | 신상출시 편스토랑                   | 86회                       |
| 8월 13일                    | 유튜브       | 띄우는놈 밟는놈                     | 5회                        |
| 8월 22일 ~ 8월 26일         | 카카오TV     | 머선129                             | 27회 ~ 28회                |
| 8월 26일                    | 유튜브       | 대부님                              | 영상 통화                  |
| 8월 27일                    | 유튜브       | 고막메이트 시즌3                    | 69회                       |
| 9월 7일                     | 유튜브       | 슈퍼셀러                            | 2회                        |
| 9월 11일                    | MBC강원영동  | 여기 한 번 살아볼까?                | 7회                        |
| 9월 20일                    | KBS2         | 이거 알아?                          | 추석 특집 - 파일럿         |
| 10월 5일                    | iHQ          | 언니가 쏜다                         | 11회                       |
| 10월 5일                    | SBS          | 신발벗고 돌싱포맨                   | 10회                       |
| 11월 24일 ~ 12월 1일        | SBS          | 런닝맨: 뛰는 놈 위에 노는 놈        | 4회 ~ 5회                  |
| 12월 15일                   | 카카오TV     | 찐경규                              | 65회                       |
| 2022년                      |              |                                     |                            |
| 1월 29일                    | 엠넷, tvN    | 너의 목소리가 보여 시즌9            | 1회                        |
| 2월 19일                    | KBS2         | 개승자                              | 13회                       |
| 3월 21일                    | TV조선       | 개나리학당                          | 7회                        |
| 4월 16일                    | tvN          | 놀라운 토요일 - 도레미 마켓         | 208회                      |
| 4월 29일                    | tvN          | 식스센스 3                          | 7회                        |
| 5월 30일 ~ 6월 6일          | ENA PLAY     | 호캉스 말고 스캉스                  | 2회 ~ 3회                  |
| 6월 4일 ~ 6월 2일           | 유튜브       | 세븐의 골프7래                      | 1회 ~ 4회                  |
| 6월 4일                     | TV조선       | 골프왕 시즌3                        | 9회                        |
| 6월 25일 ~ 7월 2일          | JTBC         | 아는 형님                           | 338회 ~ 339회              |
| 7월 13일                    | MBC          | 황금어장 라디오스타                 | 776회                      |
| 8월 3일                     | 네이버나우   | 걍나와                              | 9회                        |
| 8월 25일                    | KBS2         | 홍김동전                            | 5회                        |
| 9월 29일                    | SBS          | 꼬리에 꼬리를 무는 그날 이야기      | 47회                       |
| 10월 27일                   | KBS2         | 연중 플러스                         | 107회                      |
| 10월 28일                   | 유튜브       | 할명수                              | 102회                      |
| 11월 12일                   | MBN          | 그리스 로마 신화 - 신들의 사생활    | 7회                        |
| 12월 11일                   | tvN          | 코미디빅리그                        | 480회                      |
| 12월 27일                   | SBS          | 신발 벗고 돌싱포맨                  | 69회                       |
| 2023년                      |              |                                     |                            |
| 2월 27일                    | KBS1         | 우리말 겨루기                       | 948회                      |
| 6월 23일                    | 유튜브       | 나영석의 나불나불                   | 3회                        |
| 6월 30일                    | 유튜브       | 나영석의 나불나불                   | 4회                        |
| 7월 11일                    | SBS          | 강심장 리그                         | 7회                        |
| 8월 15일 ~ 8월 22일         | MBN          | 불타는 장미단                       | 18회 ~ 19회                |
| 8월 21일                    | SBS          | SBS 오 뉴스                         |                            |
| 9월 5일                     | SBS          | 신발 벗고 돌싱포맨                  | 105회                      |
| 9월 7일                     | 유튜브       | 핑계고                              | 23회                       |
| 12월 24일                   | TV조선       | 멈추지 않는 심장-국대가 뛴다        | 특집                       |
| 2024년                      |              |                                     |                            |
| 2월 21일                    | MBN, K-STAR  | 고딩엄빠 시즌4                      | 30회                       |
| 4월 11일                    | SBS          | 꼬리에 꼬리를 무는 그날 이야기      | 123회                      |
| 5월 4일                     | MBC          | 놀면 뭐하니?                        | 232회                      |
| 6월 10일 ~ 6월 17일         | MBC          | 푹 쉬면 다행이야                    | 7회 ~ 8회                  |
| 6월 27일                    | SBS          | 덩치 서바이벌-먹찌빠                | 37회                       |
| 7월 16일 ~ 7월 23일         | MBC every1   | 나 오늘 라베했어                    | 10회 ~ 11회                |
| 8월 28일                    | 유튜브       | 뇌절자                              | 9회                        |
| 9월 14일                    | MBC          | 놀면 뭐하니?                        | 248회                      |
| 9월 20일                    | 유튜브       | 시방솔비                            | 6회                        |
| 9월 24일                    | JTBC         | 한문철의 블랙박스 리뷰              | 97회                       |
| 9월 25일                    | 유튜브       | 애드리브퀴즈쇼                      | 4회                        |
| 9월 26일                    | 유튜브       | 장동민의 현피남                     | 13회                       |
| 10월 14일                   | KBS2         | 싱크로유                            | 5회                        |
| 12월 3일                    | 채널S        | 임원희의 미식전파사                 | 6회                        |
| 12월 28일                   | MBC          | 놀면 뭐하니?                        | 261회                      |
| 2025년                      |              |                                     |                            |
| 1월 14일                    | SBS          | 틈만나면,                           | 19회                       |
| 1월 30일 ~ 2월 6일          | ENA          | 기안이쎄오                          | 8회 ~ 9회                  |
| 1월 30일 ~ 1월 31일         | U+모바일TV   | 기안이쎄오                          | 15회 ~ 16회                |
| 2월 5일 ~ 2월 12일          | MBC          | 황금어장 라디오스타                 | 900회 ~ 901회              |
| 2월 25일                    | 유튜브       | 뜨고 싶은 셰프, 장호준              | 16회                       |
| 3월 3일                     | KBS1         | 우리말 겨루기                       | 1032회                     |
| 3월 5일                     | 유튜브       | 효연의 레벨업                       | 27회                       |
| 3월 28일 ~ 4월 4일          | MBN, 채널S   | 전현무계획2                         | 23회 ~ 24회                |
| 4월 1일                     | SBS          | 신발 벗고 돌싱포맨                  | 179회                      |
| 5월 27일                    | TEO          | 살롱드립2                           | 92회                       |
| 6월 19일                    | KBS2         | 옥탑방의 문제아들 시즌2             | 272회                      |
| 7월 8일                     | KBS1         | K관광 올 여름은 국내로              | 특집                       |

## 드라마
| 연도   | 방송사    | 방송명                             | 배역                 | 비고              |
| ------ | --------- | ---------------------------------- | -------------------- | ----------------- |
| 2003년 | SBS       | 압구정 종갓집                      | 빈칸                 | 148회 특별 출연   |
| 2004년 | SBS       | 혼자가 아니야                      | 빈칸                 | 15회 특별 출연    |
| 2005년 | KBS2      | 사랑도 리필이 되나요?              | 빈칸                 | 2회 특별 출연     |
| 2006년 | MBC       | 오버 더 레인보우                   | 빈칸                 | 2회 특별 출연     |
| 2012년 | KBS2      | 넝쿨째 굴러온 당신                 | 심사위원             | 46회 특별 출연    |
| 2012년 | tvN       | 응답하라 1997                      | 의사                 | 5회 특별 출연     |
| 2012년 | KBS2      | 내 딸 서영이                       | 이서영 가짜 남자친구 | 1회 특별 출연     |
| 2013년 | tvN       | 응답하라 1994                      | 의사                 | 5회 특별 출연     |
| 2014년 | tvN       | 아홉수 소년                        | 후배                 | 2회 특별 출연     |
| 2015년 | 네이버TV  | 달콤한 유혹                        | 빈칸                 | 6회 2부 특별 출연 |
| 2017년 | KBS2      | 최고의 한방                        | 길거리 남자          | 8회 특별 출연     |
| 2017년 | 네이버 TV | 아이돌 드라마 공작단 - 꽃길만 걷자 | 족발 배달 남자       | 2회 특별 출연     |
| 2020년 | KBS2      | 우아한 모녀                        | 빈칸                 | 103회 특별 출연   |

## 뮤직비디오
| 연도   | 아티스트       | 곡명                       |
| ------ | -------------- | -------------------------- |
| 1998년 | 엄정화         | Poison                     |
| 1998년 | 엄정화         | 초대                       |
| 1999년 | 엄정화         | Festival (인생은 아름다워) |
| 2000년 | 강형록         | 비창                       |
| 2000년 | 이정현         | 너                         |
| 2005년 | 강호동, 정채은 | 창 밖을 보라               |
| 2006년 | 바시아         | Love Story                 |
| 2010년 | 오로라         | 따따블                     |
| 2017년 | 찰리와 신바    | Good Zombie                |
| 2019년 | 이채윤         | 삼삼하게                   |

## 광고 및 홍보대사

### 광고
| 연도     | 기업명             | 브랜드명                           | 비고      |
| -------- | ------------------ | ---------------------------------- | --------- |
| 2012년   | 치어스             | 이탈리안 파스타 치킨 카페 빠담빠담 | 지면 광고 |
| 2014년   | 허니퀸즈           | 벌집 아이스크림 허니퀸즈           | 지면 광고 |
| 2014년   | LG유플러스         | LTE8 대박기변                      | TV 광고   |
| 2015년   | 나도 사장님        | 나도 사장님                        | TV 광고   |
| 2016년   | (주)글로벌포장     | 전주 수제챔피언홍삼초코파이        | 지면 광고 |
| 2017년   | 콩툰               | 만화카페 콩툰                      | 지면 광고 |
| 2017년   | 롯데하이마트       | 롯데하이마트 전국동시세일          | TV 광고   |
| 2017년   | (주)밝은한자       | 밝은한자 줄다리기 편               | TV 광고   |
| 2017년 ~ | (주)다시만난사람들 | 경아두마리치킨                     | 지면 광고 |
| 2020년   | 행정안전부         | 도전.한국                          | 지면 광고 |
| 2021년 ~ | 딜라이브           | 딜라이브                           | TV 광고   |

### 홍보대사
| 연도   | 홍보대사                  |
| ------ | ------------------------- |
| 2016년 | 도봉구 홍보대사           |
| 2016년 | 태안군 홍보대사           |
| 2018년 | 한국사회공헌협회 홍보대사 |